# محمد رسول (لاعب كرة قدم)
محمد رسول (بالإنجليزية: Muhammad Rasool) هو لاعب كرة قدم باكستاني في مركز الهجوم، ولد في 23 مايو 1985 في Charun, Chitral ‏ في باكستان. شارك مع منتخب باكستان لكرة القدم. أما مع النوادي، فقد لعب مع نادي كي أر إل.

## وصلات خارجية
- محمد رسول على موقع قاعدة بيانات كرة القدم.إي يو (الإنجليزية)
- محمد رسول على موقع ناشيونال فوتبول تيمز (الإنجليزية)
- محمد رسول على موقع GSA (الإنجليزية)